# Telebrás
Telebrás (Telecomunicações Brasileiras S.A.) era el monopolio telefónico estatal de Brasil compuesto por 27 operadoras regionales y una de larga distancia. Fue desmembrada en julio de 1998 en doce compañías separadas, que llegaron a ser conocidas como 'Baby Bras' (por similitud a las Baby Bells en las que se dividió el negocio de AT&T en Estados Unidos en 1982), y que se subastaron entre inversores privados. Se trataba del operador de larga distancia, Embratel, tres operadores regionales de telefonía fija y ocho operadores regionales de telefonía móvil.
Telebrás fue creado en 1972 durante el régimen instituido por el golpe de Estado de 1964. Su propósito era centralizar las empresas de telecomunicaciones concesionarias de servicios públicos. 
Telebrás fue privatizado el 29 de julio de 1998 consecuencia de la reforma de la constitución brasileña de 1988 efectuada en 1995, y de la promulgación de las leyes Lei Mínima y Lei Geral de Telecomunicações, que perseguían la reducción del sector público brasileño.

## Antiguos operadores de telefonía fija de Telebrás
(estados en los que operaba entre paréntesis)
- Telesp (São Paulo) - actualmente perteneciente al Grupo Telefónica y rebautizada como Telefônica Brasil.[1]
- Tele Norte Leste - renombrada más tarde como Telemar
  - Telerj (Río de Janeiro)
  - Telest (Espírito Santo)
  - Telemig (Minas Gerais)
  - Telebahia (Bahía)
  - Telergipe (Sergipe)
  - Telpe (Pernambuco)
  - Telma (Maranhão)
  - Telasa (Alagoas)
  - Telpa (Paraíba)
  - Teleceará (Ceará)
  - Telepisa (Piauí)
  - Telern (Rio Grande do Norte)
  - Telepará (Pará)
  - Telamazon (Amazonas)
  - Telaima (Roraima)
  - Teleamapá (Amapá)
- Tele Centro Sul - renombrada más tarde como Brasil Telecom
  - Telebrasília (Brasilia)
  - Telegoiás (Goiás, Tocantins)
  - Teleron (Rondônia)
  - Teleacre (Acre)
  - Telemat (Mato Grosso)
  - Telems (Mato Grosso do Sul)
  - Telepar (Paraná)
  - Telesc (Santa Catarina)
  - CRT, adquirida más tarde del Grupo Telefónica (Rio Grande do Sul, excepto el área de Pelotas)
  - CTMR (área de Pelotas, Rio Grande do Sul)

## Antiguos operadores de telefonía móvil de Telebrás
- Telesp Celular (São Paulo) - perteneciente a Brasilcel (la operación conjunta entre Telefónica Móviles y Portugal Telecom que opera bajo la marca de Vivo)
- Tele Sudeste Celular - renombrada más tarde como Telefónica Celular y perteneciente a Brasilcel (Vivo)
  - Telerj Celular (Río de Janeiro)
  - Telest Celular (Espírito Santo)
- Telemig Celular (Minas Gerais)
- Tele Nordeste Celular - perteneciente a Brasilcel (Vivo)
  - Telebahia Celular (Bahia)
  - Telergipe Celular (Sergipe)
- Tele Leste Celular - perteneciente a TIM
- Tele Norte Celular - renombrada más tarde como Amazônia Celular
- Tele Centro Oeste Celular (TCO) - perteneciente a Brasilcel (Vivo)
  - Telebrasília Celular (Brasília)
  - Telegoiás Celular (Goiás, Tocantins)
  - Teleron Celular (Rondônia)
  - Teleacre Celular (Acre)
  - Telemat Celular (Mato Grosso)
  - Telems Celular (Mato Grosso do Sul)
- Tele Celular Sul - perteneciente a TIM
  - Telepar Celular (Paraná)
  - Telesc Celular (Santa Catarina)
  - CTMR Celular (área de Pelotas, Rio Grande do Sul)